# Kiskapos
Kiskapos (szlovákul: Malé Kapušany) Nagykapos városrésze Szlovákiában, a Kassai kerület Nagymihályi járásában.

## Fekvése
Kassától 72 km-re délkeletre, az Ung és Latorca folyók között, Nagykapossal teljesen egybeépülve fekszik. Nagykapos nyugati végét képezi.

## Története
A település neve alapján a honfoglalás után itt valószínűleg a magyar határvédelmi rendszer gyepűkapuja állt. Az 1214-ben íródott leleszi alapítólevél említi először Copus-Kapos települést. Kiskapos csupán a 15. századtól szerepel önálló településként az írott forrásokban. 
A 18. század végén, 1799-ben Vályi András így ír róla: „KAPOS. Kis, és Nagy Kapos. Két magyar faluk Ungvár Várm. földes Urak a’ K. Kamara, lakosai katolikusok, és reformátusok, fekszenek Csicserhez nem meszsze, mellynek filiáji, földgyeik jók, fájok, réttyek, legelőjök bőven, makkoltatások hasznos, a’ sertés hús itten igen oltsó.”
Fényes Elek 1851-ben kiadott geográfiai szótárában így ír a településről: „Kapos (Kis), Ungh v. magyar m. v., Unghvárhoz nyugotra 2 1/2 mfd-nyire: 179 római, 20 g. kath., 218 ref., 4 zsidó lak. Kath. paroch. templom. F. u. a jászói prépostság.”
1910-ben 492-en, túlnyomórészt magyarok lakták. 1914-ben Ungcsepellyel és Veskóccal együtt csatolták Nagykaposhoz.

## Nevezetességei
- Római katolikus temploma 1807-ben épült Simon és Júdás apostolok tiszteletére. A premontrei rend építtette klasszicista stílusban. Többszöri átalakítás és karbantartás után nyerte el mai formáját.

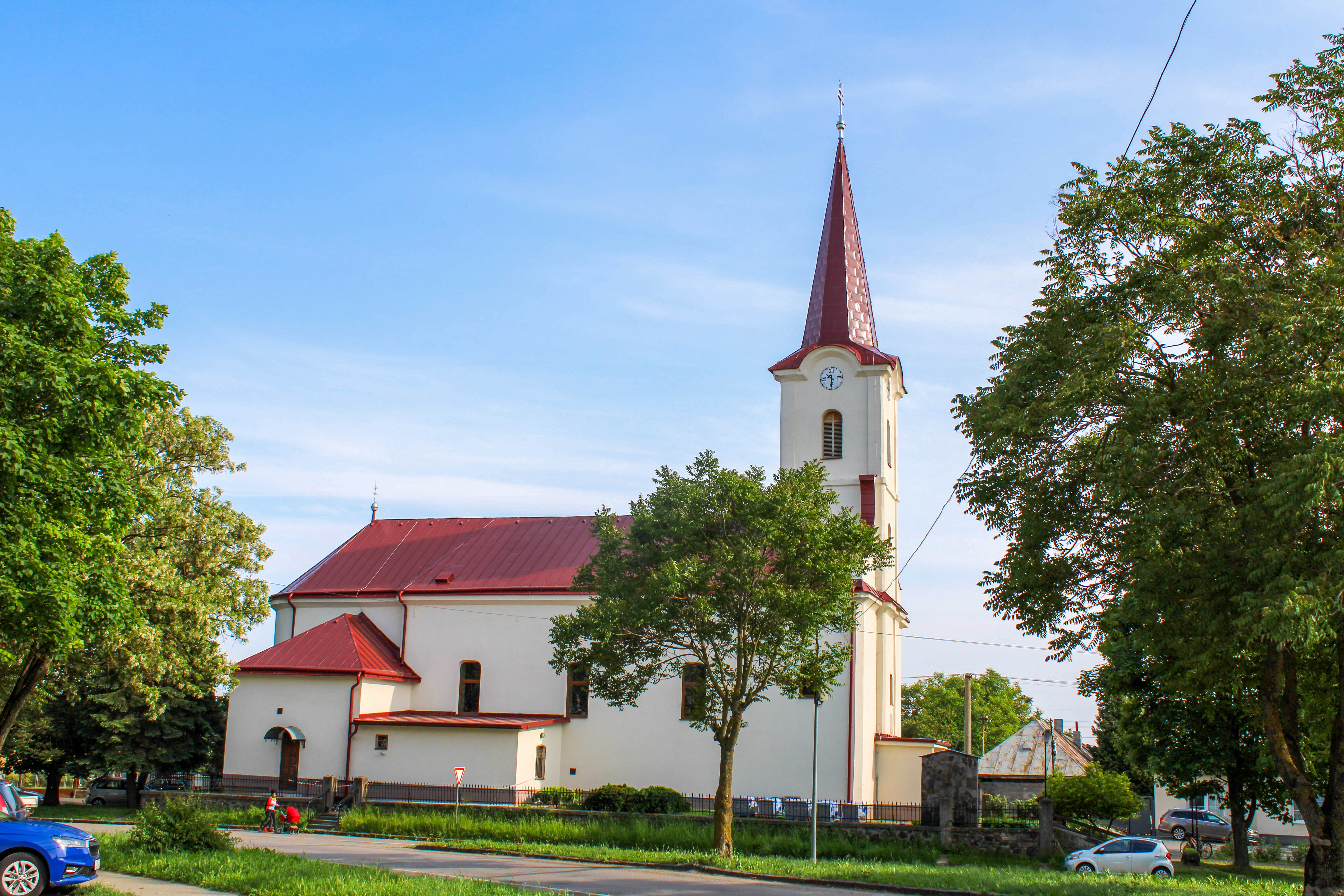
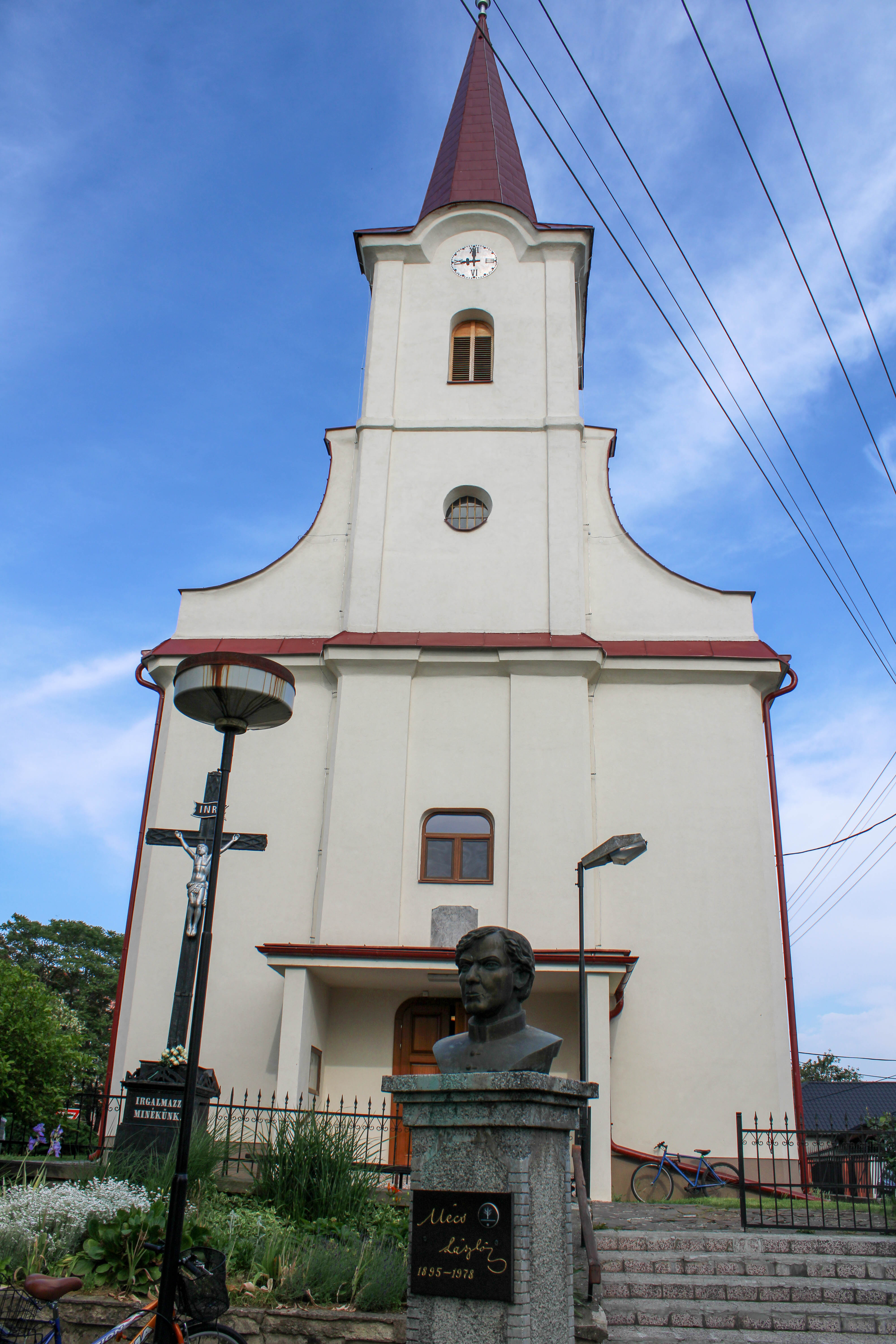
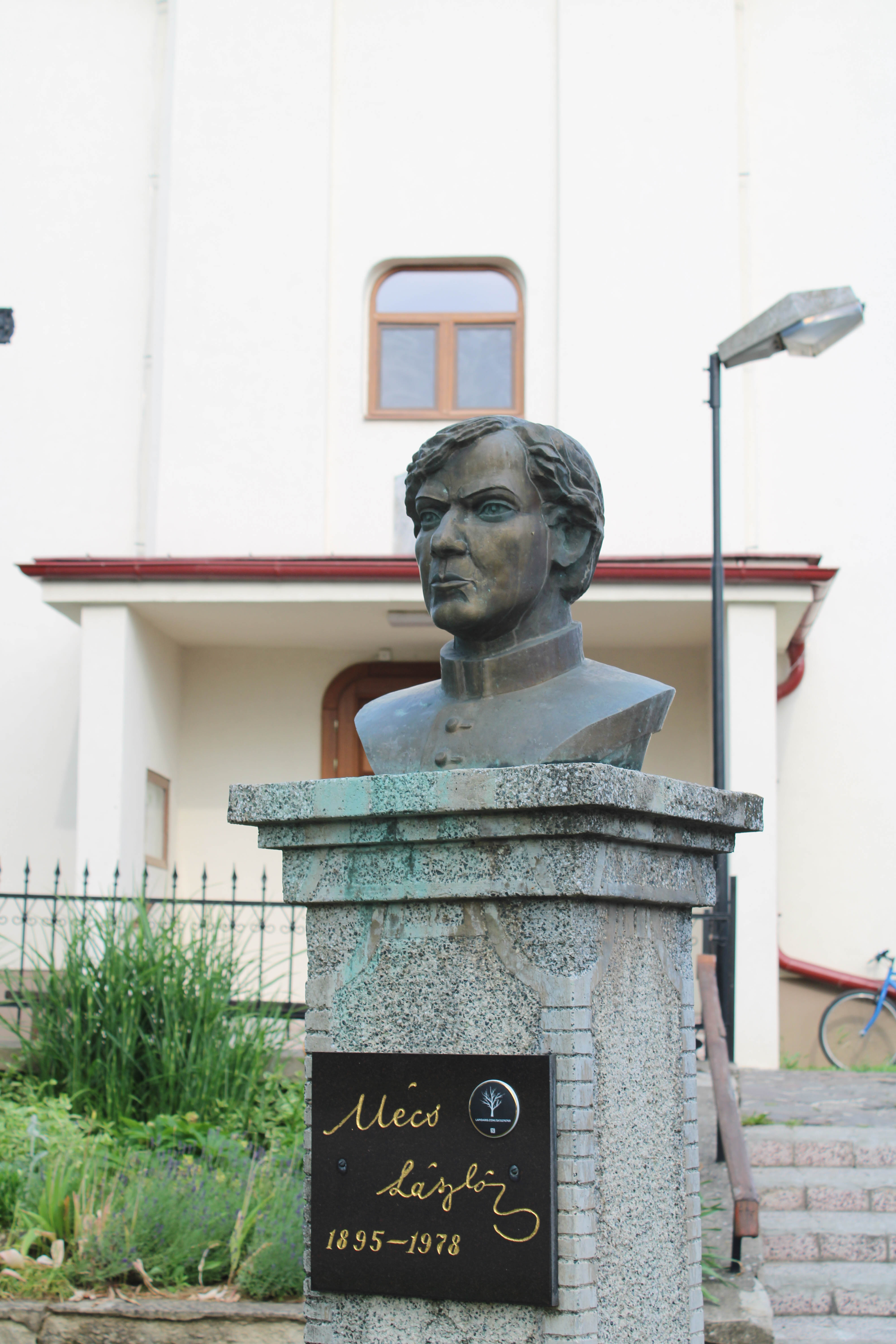
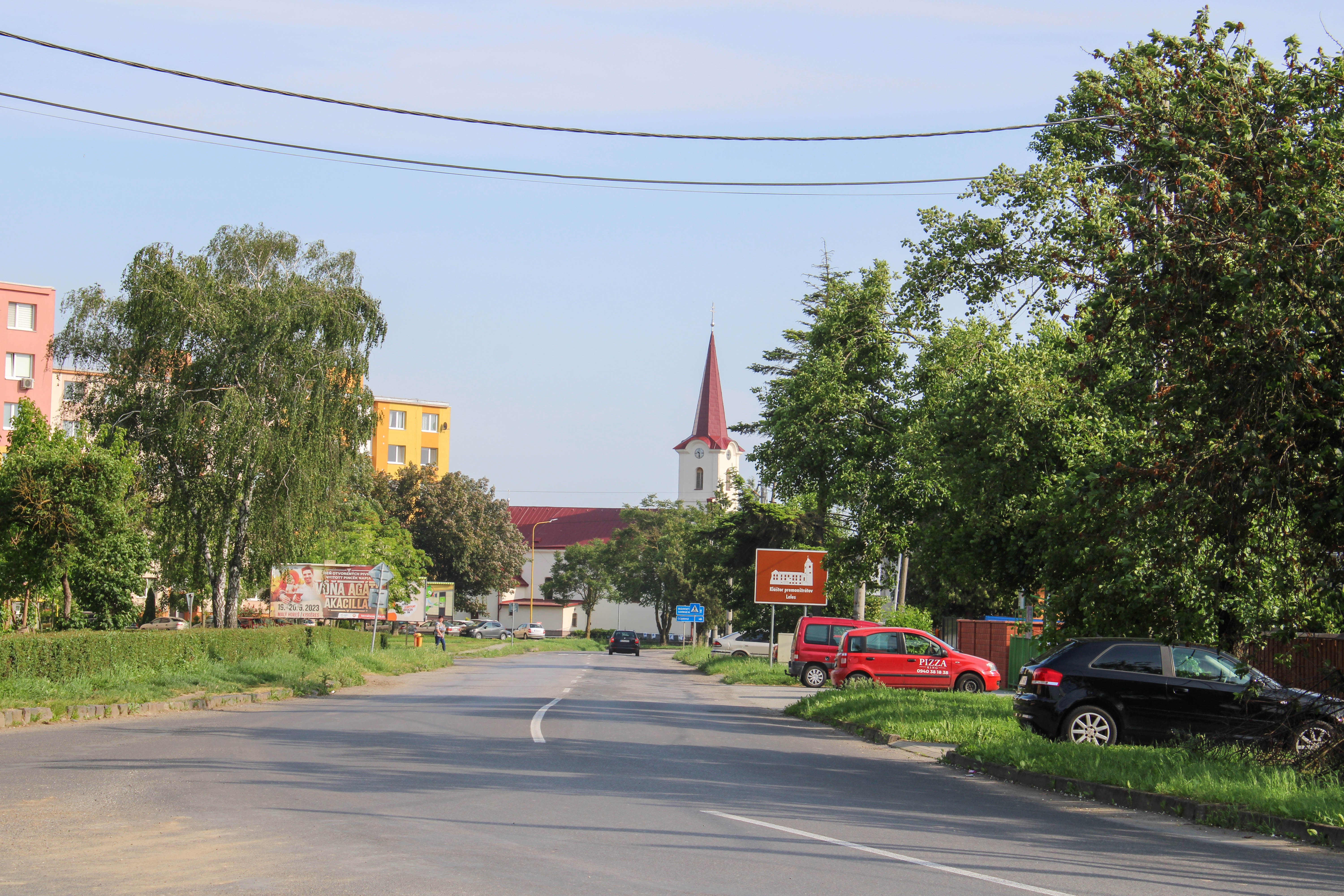
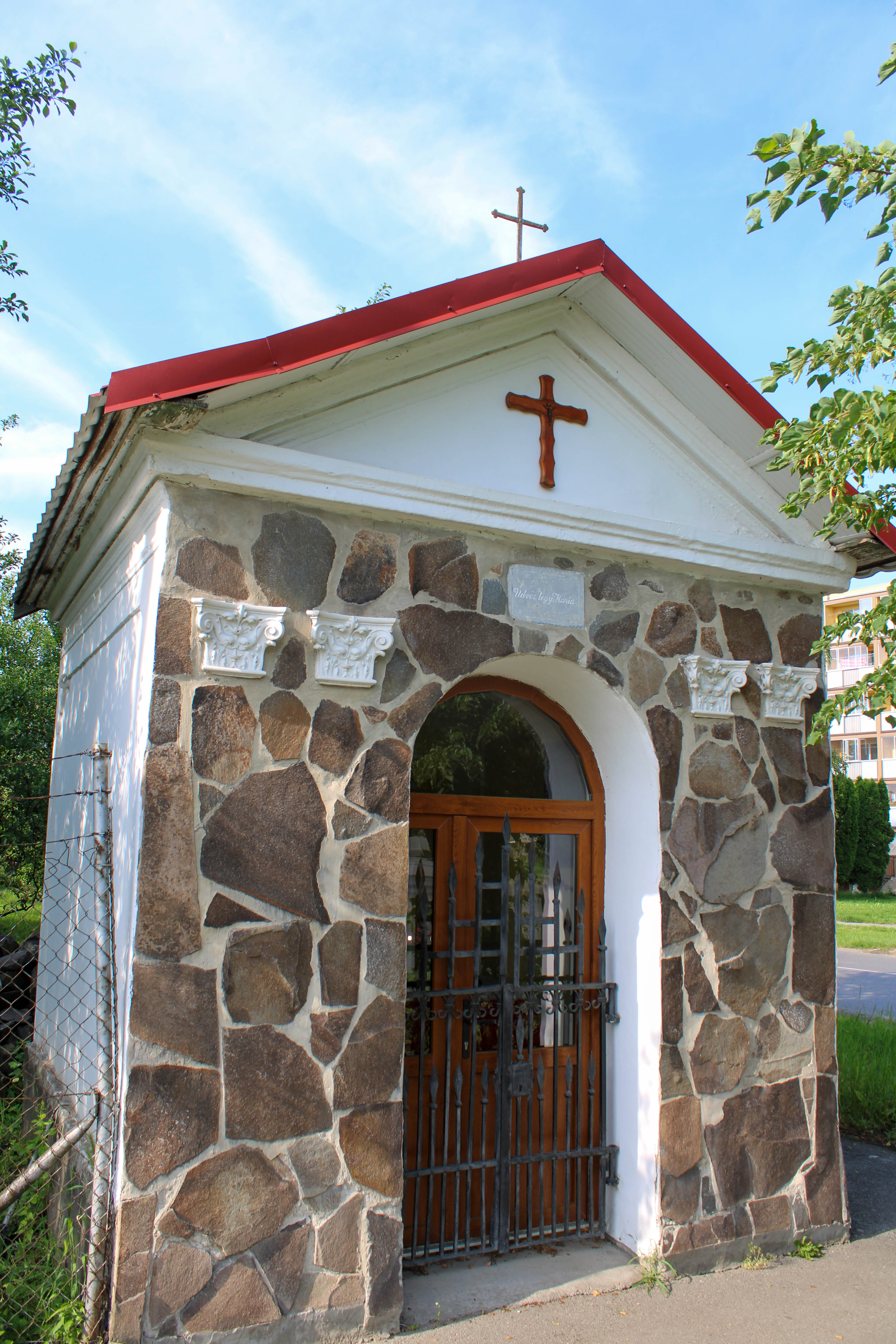

## Híres emberek
- Itt született 1814-ben Erdélyi János író, a magyar népköltészet gyűjtője.

## Lásd még
- Nagykapos
- Ungcsepely
- Veskóc

## Külső hivatkozások
- Alapinformációk
- Nagykapos Szlovákia térképén